# MUSC Health Women's Open 2021
MUSC Health Women's Open 2021 byl tenisový turnaj ženského profesionálního okruhu WTA Tour, hraný v areálu Family Circle Tennis Center na otevřených dvorcích se zelenou antukou. Konal se mezi 12. až 18. dubnem 2021 v jihokarolínském Charlestonu jako úvodní ročník turnaje.
Turnaj disponoval rozpočtem 235 238 dolarů a řadil se do kategorie WTA 250. Nejvýše nasazenou hráčkou ve dvouhře se stala dvacátá osmá tenistka světa Ons Džabúrová z Tuniska, která prohrála ve finále. Jako poslední přímá účastnice do singlové soutěže nastoupila 180. hráčka žebříčku, Kolumbijka Camila Osoriová, jež vypadla v semifinále.
Turnaj s jednoletou licencí byl do kalendáře okruhu zařazen dodatečně kvůli pokračující pandemii koronaviru a zrušení některých turnajů. V charlestonském areálu navázal na pravidelně konaný Volvo Car Open z kategorie WTA 500. Generálním partnerem se stala lékařská univerzita Medical University of South Carolina (MUSC), jejíž zkratku turnaj nesl v názvu. Obě události se konaly bez přístupu diváků.
Premiérový singlový titul na okruhu WTA Tour získala 25letá Australanka Astra Sharmaová. Deblovou soutěž ovládly 19leté Američanky Hailey Baptisteová a Caty McNallyová, které vybojovaly první společnou trofej.

## Distribuce bodů a finančních odměn

### Distribuce bodů
| Soutěž  | vítězky | finalistky | semifinalistky | čtvrtfinalistky | 16 v kole | 32 v kole | Q  | Q2 | Q1 |
| ------- | ------- | ---------- | -------------- | --------------- | --------- | --------- | -- | -- | -- |
| dvouhra | 280     | 180        | 110            | 60              | 30        | 1         | 18 | 12 | 1  |
| čtyřhra | 280     | 180        | 110            | 60              | 1         | —         | —  | —  | —  |

### Finanční odměny
| dvouhra                               | 29 200 $ | 16 398 $ | 10 100 $ | 5 800 $ | 4 000 $ | 2 770 $ | 2 305 $ | 1 700 $ |
| čtyřhra                               | 10 300 $ | 6 000 $  | 3 800 $  | 2 300 $ | 1 750 $ | —       | —       | —       |
| částky ve čtyřhře jsou uváděny na pár |          |          |          |         |         |         |         |         |

## Ženská dvouhra

### Nasazení
| Stát                         | Hráčka              | WTA | Nasazení |
| ---------------------------- | ------------------- | --- | -------- |
| Tunisko                      | Ons Džabúrová       | 28. | 1.       |
| Polsko                       | Magda Linetteová    | 51. | 2.       |
| USA                          | Shelby Rogersová    | 52. | 3.       |
| Francie                      | Alizé Cornetová     | 59. | 4.       |
| Japonsko                     | Misaki Doiová       | 77. | 5.       |
| Austrálie                    | Ajla Tomljanovićová | 78. | 6.       |
| USA                          | Lauren Davisová     | 79. | 7.       |
| USA                          | Madison Brengleová  | 81. | 8.       |
| Žebříček WTA k 5. dubnu 2021 |                     |     |          |

### Jiné formy účasti
Následující hráčky obdržely divokou kartu do hlavní soutěže:
- Linda Fruhvirtová
- Emma Navarrová
- Coco Vandewegheová

Následující hráčka obdržela zvláštní výjimku:
- Camila Osoriová

Následující hráčky postoupily z kvalifikace:
- Claire Liuová
- Grace Minová
- Alycia Parksová
- Storm Sandersová

### Odhlášení
před zahájením turnaje
- Amanda Anisimovová → nahradila ji  Caty McNallyová
- Irina-Camelia Beguová → nahradila ji  Wang Ja-fan
- Anna Blinkovová → nahradila ji  Ljudmila Samsonovová
- Danielle Collinsová → nahradila ji  Francesca Di Lorenzová
- Coco Gauffová → nahradila ji  Viktorija Tomovová
- Madison Keysová → nahradila ji  Sara Erraniová
- Barbora Krejčíková → nahradila ji  Tereza Martincová
- Ann Liová → nahradila ji  Danka Kovinićová
- Jessica Pegulaová → nahradila ji  Clara Tausonová
- Rebecca Petersonová → nahradila ji  Christina McHaleová
- Julia Putincevová → nahradila ji  Renata Zarazúová
- Anastasija Potapovová → nahradila ji  Stefanie Vögeleová
- Laura Siegemundová → nahradila ji  Kristie Ahnová
- Sloane Stephensová → nahradila ji  Natalja Vichljancevová

### Skrečování
- Alizé Cornetová
- Misaki Doiová
- Tereza Martincová

## Ženská čtyřhra

### Nasazení
| Stát                                                                     | Hráčka               | Stát       | Hráčka                  | WTA  | Nasazení |
| ------------------------------------------------------------------------ | -------------------- | ---------- | ----------------------- | ---- | -------- |
| Austrálie                                                                | Ellen Perezová       | Austrálie  | Storm Sandersová        | 117. | 1.       |
| USA                                                                      | Kaitlyn Christianová | USA        | Sabrina Santamariová    | 123. | 2.       |
| Japonsko                                                                 | Misaki Doiová        | Japonsko   | Nao Hibinová            | 158. | 3.       |
| Austrálie                                                                | Arina Rodionovová    | Nizozemsko | Rosalie van der Hoeková | 167. | 4.       |
| Žebříček WTA k 5. dubnu 2021; číslo je součtem umístění obou členek páru |                      |            |                         |      |          |

### Jiné formy účasti
Následující pár obdržel divokou kartu do hlavní soutěže:
- Sophie Changová /  Emma Navarrová

Následující pár nastoupil pod žebříčkovou ochranou:
- Oxana Kalašnikovová /  Alla Kudrjavcevová

### Odhlášení
před zahájením turnaje
- Anna Blinkovová /  Lucie Hradecká → nahradily je  Elixane Lechemiová /  Ingrid Neelová
- Coco Gauffová /  Caty McNallyová → nahradily je  Beatrice Gumulyová /  Jessy Rompiesová
- Makoto Ninomijová /  Jang Čao-süan → nahradily je  Jamie Loebová /  Erin Routliffeová

v průběhu turnaje
- Linda Fruhvirtová /  Tereza Martincová

### Skrečování
- Arina Rodionovová /  Rosalie van der Hoeková

## Přehled finále

### Ženská dvouhra
- Astra Sharmaová vs.  Ons Džabúrová, 2–6, 7–5, 6–1

### Ženská čtyřhra
- Hailey Baptisteová /  Caty McNallyová vs.  Ellen Perezová /  Storm Sandersová, 6–7(4–7), 6–4, [10–6]